# Symphurus jenynsi
Symphurus jenynsi és un peix teleosti de la família dels cinoglòssids i de l'ordre dels pleuronectiformes que viu al sud-oest de l'Atlàntic (des del sud-est del Brasil fins a l'Argentina).